# Juan Pardo de Tavera
Juan Pardo de Tavera (Toro, província de Zamora, 26 de maig de 1472 – Toledo, 1 d'agost de 1545) va ser un religiós castellà. Al llarg de la seva vida va ser president del Consell de Castella, arquebisbe de Toledo, inquisidor general i cardenal de l'Església Catòlica, entre altres càrrecs.
Fill d'Ares Pardo i de Guiomar Tavera, era nebot per part de mare del frare dominic Diego de Deza. Format en Lleis i Teologia, nebot del bisbe Diego de Deza, fou Conseller de la Inquisició espanyola i Rector de la Universitat de Salamanca a principis del segle xvi.
El 1514 fou nomenat Bisbe de Ciudad Rodrigo. En aquesta època va treballar a prop de la Cort de Carles V i obtingué de la seva mà el bisbat d'Osma l'any 1523. També presidí el Consell de Castella i la Cancelleria de Valladolid. La seva dedicació a la Corona li permeté arribar com a arquebisbe, l'any 1525, a l'arxidiòcesi de Santiago de Compostel·la, al mateix temps que presidia les Corts de Toledo i les de Valladolid.
Fou nomenat cardenal el 1531 i tres anys més tard se'l destinà a l'arxidiòcesi de Toledo, primada d'Espanya. Renuncià al Consell de Castella per a fer-se càrrec del lloc d'Inquisidor general el 1539, càrrec que ocupà fins a la seva mort.